# Victor Schulte
Victor Schulte (* 22. September 1887 in Antwerpen; † 26. März 1972 in Hannover) war ein deutscher Landschaftsmaler im Stil des Nachexpressionismus.

## Leben
Mit Walter Hasenclever und Ewald Mataré besuchte er in Aachen das Gymnasium. Während seines Studiums an der Düsseldorfer Akademie freundete er sich mit August Macke an. 1906 besuchte er mit Paul Sérusier und Alexej von Jawlensky die Akademie der Bildenden Künste München.
In Beuron hatte er freundschaftlichen Kontakt zum Malermönch Willibrord Verkade.
1907 war er in Paris, wo er im Café du Dôme Wilhelm Uhde, Rudolf Levy, Robert Delaunay, Pablo Picasso und Henri Matisse begegnete. 1908 bis 1909 folgte gemeinsam mit Reinhold Kündig, Eduard Bick, Paul Osswald (1883–1952) und Hermann Huber ein Studienaufenthalt in Rom.
Nach dem Ersten Weltkrieg war er für viele Jahre Bühnenmaler bei den Städtischen Bühnen in Hannover. 1948 restaurierte er die Gewölbemalereien der Jakobikirche in Hannover-Kirchrode.
Neben Hermann Huber war er mit Otto Meyer-Amden eng befreundet.
Einer seiner Schüler war der Maler und Opernsänger Harro Heinz Theodor Fromme.
Sein Enkel ist der Jazzmusiker Jochen Pöhlert-Schulte.

## Ausstellungen
- 1910: Gemeinschaftsausstellung mit Reinhold Kündig, Hermann Huber und Eduard Bick im Kunsthaus Zürich[3]
- 1911: Gruppenausstellung in der Galerie Neupert, Zürich[4][5]
- 1913: Gruppenausstellung im Kunsthaus Zürich[6][7]

## Werke
- Werke von Schulte befinden sich im Landesmuseum Hannover
- Blumenstilleben vor einem Fenster, 60 × 50 cm
- Wochenmarkt im Morgengrauen (Ohne Jahr, Schulte zugeschrieben), Öl auf Hartfaser, Unsigniert, 75,5 × 95 cm
- Blühendes Land, Öl auf Leinwand, 61 × 75 cm
- Blick auf die Jakobikirche in Hannover-Kirchrode (1956)

## Victor-Schulte-Straße
- Die Winkelstraße, die historische Straße des ehemaligen Dorfes und heute hannoverschen Stadtteils Bemerode, wurde 1978 umbenannt in Victor-Schulte-Straße.[1]